# Lambrecht Buck
Lambrecht Buck (* 14. Jahrhundert in Aachen; † um 1462 ebenda) war ein deutscher Schöffe und Bürgermeister der Reichsstadt Aachen.

## Leben
Der Sohn des Lamberts Buck und der Johanna von der Roetschen  trat als Mitglied des Schöffenkollegiums erstmals 1420 in Erscheinung und ist nicht zu verwechseln mit dem um einige Jahre jüngeren und später mehrfachen Bürger-Bürgermeister Lambrecht Buck aus der Gruppe der Zünfte. Der Schöffe Buck war 1427 Greve der Matthiasbruderschaft und wurde 1440 zum Rentmeister und ein Jahr später zum Baumeister ernannt. Des Weiteren übernahm er ab 1440 das Amt des Meiers von Burtscheid und wurde in den Jahren 1442, 1446 und 1459 in das Amt des weltlichen Schöffen am Sendgericht gewählt. Darüber hinaus folgte in den Jahren 1432, 1440, 1442, 1446, 1448 und 1452 die Wahl zum Bürgermeister der Freien Reichsstadt Aachen. Die in der Quelle „Die Schöffen des kgl. Stuhl“ angegebenen Amtsjahre 1409 und 1441 sind gemäß späteren überarbeiteten Quellen Übermittlungsfehler und demnach nicht zutreffend.
Höhepunkt seiner Amtszeiten war im Jahr 1442 die Organisation der Krönungsfeierlichkeiten für Friedrich III. aus dem Hause Habsburg zum Römisch-deutschen König in Aachen. Dessen Wahl hatte zwar schon 1440 stattgefunden hat, aber im Rahmen der traditionellen Aachener Krönungen erhielt er damit die formale Bestätigung und die entsprechenden Reichsinsignien.
Lambrecht Buck war verheiratet mit Drude Beissel, eine Tochter des Alt-Bürgermeisters Johann Beissel.